# Bahnstrecke Neufchâteau–Épinal
| Regionalzug im Bahnhof Épinal, Mai 2008 |                                                               |                                                                                   |                                                                                   |
| Streckennummer (SNCF): | 030 000                                                       |                                                                                   |                                                                                   |
| Streckenlänge: | 78 km                                                         |                                                                                   |                                                                                   |
| Spurweite: | 1435 mm (Normalspur)                                          |                                                                                   |                                                                                   |
| Maximale Neigung: | 10 ‰                                                          |                                                                                   |                                                                                   |
| Zweigleisigkeit: | ursprünglich durchgehend; heute Mirecourt–Hymont-Mattaincourt |                                                                                   |                                                                                   |
| |                                                               |                                                                                   |                                                                                   |
| \| \| \| Ursprünglicher Streckenbeginn: Bologne \| \| \| \| \| \| \| \| \| \| Bahnstrecke Bologne–Pagny-sur-Meuse \| \| \| \| \| \| \| \| \| \| Bahnstrecke Culmont-Chalindrey–Toul und Bahnstrecke Nançois-Tronville–Neufchâteau \| \| \| \| \| \| \| \| \| 48,2 \| Maas (86 m) \| Maas (86 m) \| \| \| 48,8 \| Neufchâteau \| 289 m \| \| \| \| Bahnstrecke Bologne–Pagny-sur-Meuse \| \| \| \| \| Bahnstrecke Culmont-Chalindrey–Toul \| \| \| \| 50,5 \| Maas (3×) (41+20+24 m) \| Maas (3×) (41+20+24 m) \| \| \| 53,4 \| Rebeuville \| 291 m \| \| \| 55,5 \| Maas (52 m) \| Maas (52 m) \| \| \| 56,3 \| Certilleux-Villars \| 303 m \| \| \| 59,4 \| Landaville \| 318 m \| \| \| 64,7 \| Aulnois-Bulgnéville 344 m \| Aulnois-Bulgnéville 344 m \| \| \| 70,5 \| Châtenois-Dolaincourt \| 316 m \| \| \| 72,1 \| A31 \| A31 \| \| \| 72,4 \| Vair (12 m) \| Vair (12 m) \| \| \| 76,7 \| Anschluss OI Manufacturing France SA \| Anschluss OI Manufacturing France SA \| \| \| 77,2 \| Gironcourt-Houécourt \| 321 m \| \| \| 77,8 \| Streckenende \| Streckenende \| \| \| 82,9 \| Totainville-Dombasle \| 339 m \| \| \| 87,0 \| Rouvres-Baudricourt \| 308 m \| \| \| 90,6 \| Domvallier \| 290 m \| \| \| 93,6 \| Bahnstrecke Jarville-la-Malgrange–Mirecourt von Nancy \| Bahnstrecke Jarville-la-Malgrange–Mirecourt von Nancy \| \| \| 94,2 \| Mirecourt \| 290 m \| \| \| 97,9 \| Hymont-Mattaincourt \| 278 m \| \| \| 98,4 \| Bahnstrecke Merrey–Hymont-Mattaincourt nach Merrey \| Bahnstrecke Merrey–Hymont-Mattaincourt nach Merrey \| \| \| \| Saule \| \| \| \| 99,3 \| Bahnstrecke Merrey–Hymont-Mattaincourt \| Bahnstrecke Merrey–Hymont-Mattaincourt \| \| \| 99,4 \| Madon \| Madon \| \| \| 100,5 \| Velotte-et-Tatignécourt \| 282 m \| \| \| 102,2 \| Racécourt \| 293 m \| \| \| 107,1 \| Dompaire \| 304 m \| \| \| 111,4 \| Hennecourt \| 337 m \| \| \| 113,2 \| Bocquegney \| 345 m \| \| \| 119,2 \| Darnieulles-Uxegney \| 342 m \| \| \| \| Bahnstrecke Jussey–Darnieulles-Uxegney v/n. Jussey \| \| \| \| \| Bahnstrecke Blainville-Damelevières–Lure nach Nancy \| \| \| \| 125,1 \| Streckenende \| Streckenende \| \| \| \| Bahnstrecke Blainville-Damelevières–Lure nach Nancy \| \| \| \| 126,851,0 \| Épinal \| 341 m \| \| \| \| Bahnstrecke Épinal–Bussang nach Arches \| \| \| \| \| Bahnstrecke Blainville-Damelevières–Lure nach Lure \| \| |                                                               |                                                                                   |                                                                                   |
| |                                                               | Ursprünglicher Streckenbeginn: Bologne                                            |                                                                                   |
| |                                                               |                                                                                   |                                                                                   |
| Strecke |                                                               | Bahnstrecke Bologne–Pagny-sur-Meuse                                               | Bahnstrecke Bologne–Pagny-sur-Meuse                                               |
| |                                                               |                                                                                   |                                                                                   |
| Abzweig geradeaus, von links und von rechts |                                                               | Bahnstrecke Culmont-Chalindrey–Toul und Bahnstrecke Nançois-Tronville–Neufchâteau | Bahnstrecke Culmont-Chalindrey–Toul und Bahnstrecke Nançois-Tronville–Neufchâteau |
| |                                                               |                                                                                   |                                                                                   |
| Brücke über Wasserlauf | 48,2                                                          | Maas (86 m)                                                                       | Maas (86 m)                                                                       |
| Bahnhof | 48,8                                                          | Neufchâteau                                                                       | 289 m                                                                             |
| Abzweig geradeaus und nach links |                                                               | Bahnstrecke Bologne–Pagny-sur-Meuse                                               | Bahnstrecke Bologne–Pagny-sur-Meuse                                               |
| Abzweig geradeaus und nach links |                                                               | Bahnstrecke Culmont-Chalindrey–Toul                                               | Bahnstrecke Culmont-Chalindrey–Toul                                               |
| Brücke über Wasserlauf | 50,5                                                          | Maas (3×) (41+20+24 m)                                                            | Maas (3×) (41+20+24 m)                                                            |
| ehemaliger Haltepunkt / Haltestelle | 53,4                                                          | Rebeuville                                                                        | 291 m                                                                             |
| Brücke über Wasserlauf | 55,5                                                          | Maas (52 m)                                                                       | Maas (52 m)                                                                       |
| ehemaliger Bahnhof | 56,3                                                          | Certilleux-Villars                                                                | 303 m                                                                             |
| ehemaliger Haltepunkt / Haltestelle | 59,4                                                          | Landaville                                                                        | 318 m                                                                             |
| ehemaliger Bahnhof | 64,7                                                          | Aulnois-Bulgnéville 344 m                                                         | Aulnois-Bulgnéville 344 m                                                         |
| ehemaliger Bahnhof | 70,5                                                          | Châtenois-Dolaincourt                                                             | 316 m                                                                             |
| Strecke mit Straßenbrücke | 72,1                                                          | A31                                                                               | A31                                                                               |
| Brücke über Wasserlauf | 72,4                                                          | Vair (12 m)                                                                       | Vair (12 m)                                                                       |
| Abzweig geradeaus und nach rechts | 76,7                                                          | Anschluss OI Manufacturing France SA                                              | Anschluss OI Manufacturing France SA                                              |
| Dienststation / Betriebs- oder Güterbahnhof | 77,2                                                          | Gironcourt-Houécourt                                                              | 321 m                                                                             |
| | 77,8                                                          | Streckenende                                                                      | Streckenende                                                                      |
| Haltepunkt / Haltestelle (Strecke außer Betrieb) | 82,9                                                          | Totainville-Dombasle                                                              | 339 m                                                                             |
| Bahnhof (Strecke außer Betrieb) | 87,0                                                          | Rouvres-Baudricourt                                                               | 308 m                                                                             |
| Haltepunkt / Haltestelle (Strecke außer Betrieb) | 90,6                                                          | Domvallier                                                                        | 290 m                                                                             |
| Abzweig geradeaus und von links (Strecke außer Betrieb) | 93,6                                                          | Bahnstrecke Jarville-la-Malgrange–Mirecourt von Nancy                             | Bahnstrecke Jarville-la-Malgrange–Mirecourt von Nancy                             |
| Bahnhof (Strecke außer Betrieb) | 94,2                                                          | Mirecourt                                                                         | 290 m                                                                             |
| Bahnhof (Strecke außer Betrieb) | 97,9                                                          | Hymont-Mattaincourt                                                               | 278 m                                                                             |
| Abzweig geradeaus und nach rechts (Strecke außer Betrieb) | 98,4                                                          | Bahnstrecke Merrey–Hymont-Mattaincourt nach Merrey                                | Bahnstrecke Merrey–Hymont-Mattaincourt nach Merrey                                |
| Brücke über Wasserlauf (Strecke außer Betrieb) |                                                               | Saule                                                                             | Saule                                                                             |
| Abzweig geradeaus und von rechts (Strecke außer Betrieb) | 99,3                                                          | Bahnstrecke Merrey–Hymont-Mattaincourt                                            | Bahnstrecke Merrey–Hymont-Mattaincourt                                            |
| Brücke über Wasserlauf (Strecke außer Betrieb) | 99,4                                                          | Madon                                                                             | Madon                                                                             |
| Haltepunkt / Haltestelle (Strecke außer Betrieb) | 100,5                                                         | Velotte-et-Tatignécourt                                                           | 282 m                                                                             |
| Haltepunkt / Haltestelle (Strecke außer Betrieb) | 102,2                                                         | Racécourt                                                                         | 293 m                                                                             |
| Bahnhof (Strecke außer Betrieb) | 107,1                                                         | Dompaire                                                                          | 304 m                                                                             |
| Haltepunkt / Haltestelle (Strecke außer Betrieb) | 111,4                                                         | Hennecourt                                                                        | 337 m                                                                             |
| Haltepunkt / Haltestelle (Strecke außer Betrieb) | 113,2                                                         | Bocquegney                                                                        | 345 m                                                                             |
| Bahnhof (Strecke außer Betrieb) | 119,2                                                         | Darnieulles-Uxegney                                                               | 342 m                                                                             |
| Abzweig geradeaus, nach rechts und von rechts (Strecke außer Betrieb) |                                                               | Bahnstrecke Jussey–Darnieulles-Uxegney v/n. Jussey                                | Bahnstrecke Jussey–Darnieulles-Uxegney v/n. Jussey                                |
| Abzweig geradeaus und nach links (Strecke außer Betrieb) |                                                               | Bahnstrecke Blainville-Damelevières–Lure nach Nancy                               | Bahnstrecke Blainville-Damelevières–Lure nach Nancy                               |
| | 125,1                                                         | Streckenende                                                                      | Streckenende                                                                      |
| Abzweig geradeaus und von links |                                                               | Bahnstrecke Blainville-Damelevières–Lure nach Nancy                               | Bahnstrecke Blainville-Damelevières–Lure nach Nancy                               |
| Bahnhof | 126,851,0                                                     | Épinal                                                                            | 341 m                                                                             |
| Abzweig geradeaus und nach links |                                                               | Bahnstrecke Épinal–Bussang nach Arches                                            | Bahnstrecke Épinal–Bussang nach Arches                                            |
| Strecke |                                                               | Bahnstrecke Blainville-Damelevières–Lure nach Lure                                | Bahnstrecke Blainville-Damelevières–Lure nach Lure                                |

Die Bahnstrecke Neufchâteau–Épinal war eine 78 Kilometer lange, doppelgleisige Bahnstrecke in Frankreich, Département Vosges.
Sie verband ab 1878 Neufchâteau mit Mirecourt und Épinal. Seit 1989 ist die Strecke mit der SNCF-Nummer 030 000 teilweise stillgelegt. Die Strecke war eine unmittelbare Verlängerung der Bahnstrecke Bologne–Pagny-sur-Meuse über Neufchâteau, die im April 1873 fertiggestellt worden war. Die Kilometrierung setzte sich ab Neufchâteau fort.

## Geschichte
Diese Bahnstrecke gehört zu den ersten, die die private Gesellschaft Chemins de fer de l’Est nach dem verlorenen Deutsch-Französischen Krieg gebaut hat. Am 17. Juni 1873 wurde die Konzessionsvereinbarung zwischen dem Ministerium für Verkehr und der Gesellschaft geschlossen mit dem Ziel, eine öffentliche Güter- und Personenbeförderung zwischen Bologne und Épinal herzustellen. Seit Sommer 1879 war die gesamte Strecke freigegeben.
Wie viele andere Strecken in ländlicher Region fiel die Strecke Rationalisierungsmaßnahmen zum Opfer. Durchgehende Personenzüge verkehren seit 1989 nicht mehr.
Inzwischen sind weite Streckenabschnitte abgebaut und zum Teil mit Straßen überbaut. Der 27 Kilometer lange Abschnitt zwischen Neufchâteau und Gironcourt-sur-Vraine wird noch bedient, weil dort mit dem Glashersteller Owens-Illinois Manufacturing France SA ein Unternehmen ansässig ist, das vom Eisenbahnanschluss abhängig ist. Drei bis fünf Zugpaare verkehrten wöchentlich zunächst unter der Regie von Veolia Transport, heute von Europorte.
Der kurze Streckenabschnitt von Mirecourt bis Hymont-Mattaincourt bildet zusammen mit der Strecke (Nancy–)Jarville-la-Malgrange–Mirecourt und der anschließenden Strecke Hymont-Mattaincourt–Vittel–Contrexéville–Merrey eine Verbindung zwischen Nancy und Contrexéville. Im Dezember 2016 wurde der Schienenpersonenverkehr hier aufgrund des schlechten Oberbauzustands eingestellt. Der Infrastrukturbetreiber SNCF Réseau sperrte die Teilstrecke Mirecourt–Hymont-Mattaincourt anschließend für jegliche Nutzung.
Anfang Juni 2024 teilten die Verwaltung der Region Grand Est und die beteiligten Unternehmen mit, dass Konsortien des Baukonzerns NGE, des Verkehrsunternehmens Transdev und der Bank Caisse des Dépôts (CDC) sowohl Infrastrukturbetreiber als auch SPNV-Betreiber der Verbindung Nancy–Contrexéville werden. Ein Gemeinschaftsunternehmen aus NGE Concessions (50 % der Firmenanteile), der CDC-Tochtergesellschaft Banque des Territoires (30 %) und Transdev (20 %) übernimmt dazu die Infrastruktur der beteiligten Streckenabschnitte bis 2046. Von Sommer 2024 bis Ende 2027 werden Instandsetzungs- und Modernisierungsarbeiten mit einem Volumen von 150 Millionen Euro ausgeführt. Anschließend ist das Unternehmen bis 2046 für Betrieb und Wartung der Infrastruktur zuständig.
Ein zweites Gemeinschaftsunternehmen, zu 75 % von Transdev Rail und zu 25 % von NGE gehalten, wird im Dezember 2027 den SPNV Nancy–Contrexéville bis 2046 übernehmen. Es sollen täglich 14 Zugpaare auf der Gesamtverbindung angeboten werden.